# Noam Gershony
Noam Gershony, né le 30 janvier 1983 à Kfar Saba, est un militaire et joueur de tennis en fauteuil roulant israélien, champion paralympiques en catégorie Quad lors des Jeux de Londres en 2012.

## Biographie
Noam Gershony est militaire dans l'Armée de défense d'Israël lorsque le 20 juillet 2006, l'hélicoptère Apache qu'il pilote s'écrase aux environs de Ramot Naftali pendant la deuxième guerre du Liban après être entré en collision avec un autre appareil pendant qu'il se rendait en mission. Gravement blessé, il souffre de multiples fractures et est hospitalisé pendant six mois au centre médical Rambam à Haïfa et à Tel HaShomer puis passe dix-huit mois en rééducation.
Soutenu par Beit Halochem, une association d'anciens combattants handicapés et par la Fédération israélienne de tennis, il débute les compétitions de tennis en Israël en 2008 après avoir expérimenté divers sports, puis décide de se lancer sur le circuit international en 2010. Paralysé sur tout le côté gauche, il concourt dans la catégorie Quad. Ses progrès sont fulgurants : finaliste en Floride et au Japon en 2011, il s'impose au Masters en fin d'année. En 2012, il remporte les tournois de Sydney, Pensacola, Paris et Nottingham, avant de s'imposer aux Jeux paralympiques d'été de Londres où il écarte le n°1 mondial David Wagner en finale. Il prend la tête du classement ITF à l'issue des Jeux mais décide de mettre un terme à sa carrière. Il est considéré à son retour au pays comme un héros national. Il continue toutefois à représenter Israël à l'occasion de la Coupe du Monde de tennis en fauteuil roulant qu'il a remporté en 2012.
Après avoir enseigné les mathématiques, il devient conférencier et collabore bénévolement avec diverses organisations caritatives engagées auprès des enfants handicapés.

## Palmarès

### Jeux paralympiques
- médaillé d'or en simple en 2012
- médaillé de bronze en double en 2012 avec Shraga Weinberg

### Tournois majeurs
- Masters en simple en 2011
- Sydney Open en simple et en double en 2012
- French Open en simple en 2012
- British Open en simple et en double en 2012